# 이종훈 (2002년)
이종훈(한국 한자: 李宗勳, 2002년 3월 21일 ~ )는 대한민국의 축구 선수로, 포지션은 미드필더이다. 현재 K리그1 대구 FC 소속이다.